# Buguey
Buguey ist eine Stadtgemeinde in der philippinischen Provinz Cagayan. Die Gemeinde liegt im Norden der Provinz am Südchinesischen Meer und wurde 1623 gegründet. Die größte Ethnie des Ortes sind die Ibanag. 
Buguey ist in die folgenden 30 Baranggays aufgeteilt:
| - Alucao Weste - Antiporda - Ballang - Balza - Cabaritan - Calamegatan - Centro - Centro West - Dalaya - Fula - Leron - Maddalero - Mala Este - Mala Weste - Minanga Este | - Minanga Weste - Paddaya Este - Paddaya Weste - Pattao - Quinawegan - Remebella - San Juan - San Isidro - San Vicente - Santa Isabel - Santa Maria - Tabbac - Villa Cielo - Villa Gracia - Villa Leonora |